# L'Albère
L'Albère är en kommun i departementet Pyrénées-Orientales i regionen Occitanien i södra Frankrike. Kommunen ligger i kantonen Céret som tillhör arrondissementet Céret. År 2022 hade L'Albère 63 invånare.

## Administration

### Borgmästare
| Borgmästare                | Ämbetsperiod |
| -------------------------- | ------------ |
| Sylvestre Vilallongue      | 1795 - 1801  |
| Jacques Oriol              | 1802-1813    |
| Joseph Reste               | 1813-1830    |
| Jacques Oriol              | 1831-1834    |
| Joseph Reste fils          | 1835-1877    |
| Albert Oriol               | 1878-1884    |
| Gustave Tarres             | 1885-1887    |
| Auguste Vinyes             | 1888-1904    |
| Justin Besombes            | 1904-1934    |
| Antoine de Besombes-Singla | 1935-1971    |
| Pierre de Besombes-Singla  | 1971-2013    |
| Marc de Besombes-Singla    | 2013 -       |

## Befolkningsutveckling
Antalet invånare i kommunen L'Albère
| Referens: INSEE |